# Filibert z Jumièges
Święty Filibert z Jumièges (fr. Saint Philibert; ur. w 608, zm. w 684 na wyspie Noirmoutier) – opat benedyktyński i biskup. Urodzony w Gaskonii we Francji, wychował się i kształcił na dworze króla Franków Dagoberta I, gdzie pod wpływem św. Audoena został mnichem w opactwie Rebais. Następnie wybrany opatem, zrezygnował ze stanowiska po sporze z niektórymi mnichami i przeniósł się do innych domów zakonnych. Założył Opactwo Jumièges we Francji w 654 r. i był jego opatem. Z powodu krytykowania Ebroina, majordoma króla Franków, został uwięziony, a następnie zesłany na wyspę Noirmoutier u wybrzeży Poitou. W tym okresie założył opactwo Noirmoutier, odbudował opactwo Qincay w pobliżu Poitiers i służył radą kilku innym społecznościom zakonnym. Jego grób znajduje się w kościele klasztornym w Saint-Philbert-de-Grand-Lieu a relikwie w opactwie w Tournus skąd w 1998 r. skradziono z relikwiarza czaszkę i dwie kości świętego.